# جورج برانديس
جورج برانديس (بالدنماركية: Georg Brandes) (و. 1842 – 1927 م) هو ناقد أدبي، وفيلسوف، ومؤرخ أدبي، وكاتب سير ذاتية، وكاتب، وأستاذ جامعي، وصحفي دنماركي، ولد في كوبنهاغن، وكان عضوًا في الأكاديمية الأمريكية للفنون والعلوم، توفي في كوبنهاغن، عن عمر يناهز 85 عاماً.

## التعليم
تعلم في جامعة كوبنهاغن، في تخصص فلسفة الجمال.

## وصلات خارجية
- جورج برانديس على موقع IMDb (الإنجليزية)
- جورج برانديس على موقع الموسوعة البريطانية (الإنجليزية)
- جورج برانديس على موقع ديسكوغز (الإنجليزية)
- جورج برانديس في قاعدة بيانات الأفلام على الإنترنت